# لیکوی مویه‌گر
لیکوی مویه‌گر یا لیکوی سوگوار (نام علمی: Pellorneum malaccense)، که در گذشته لیکوی دم‌کوتاه بود، گونه‌ای از پرندگان از تیرهٔ لیکوهای زمینی (Pellorneidae) است. در شبه‌جزیره مالایی، جزایر آنامباس، سوماترا، جزایر بانیاک، جزایر باتو، جزایر ریاو، جزایر لینگگا و جزایر ناتونا یافت می‌شود. در گذشته به عنوان هم‌گونه با لیکوی گلیساندو (Pellorneum saturatum) و لیکوی لاش‌برگ (Pellorneum poliogene) در نظر گرفته می‌شد.